# Baruch Ashlag
Pour les articles homonymes, voir Ashlag.
 (mai 2025).
Si vous disposez d'ouvrages ou d'articles de référence ou si vous connaissez des sites web de qualité traitant du thème abordé ici, merci de compléter l'article en donnant les références utiles à sa vérifiabilité et en les liant à la section « Notes et références ».
Baruch Ashlag (connu également comme le Rabash), né le 22 janvier 1907 à Varsovie et mort le 13 septembre 1991 à Bnei Brak, est un kabbaliste qui continue à développer la méthode d’enseignement de la Kabbale élaborée par son père, le rabin Yéhouda Ashlag. Ils émigrent en Israël quand Baruch est âgé de quinze ans. Le Rabash y passe le reste de sa vie à suivre les traces de son père et à progresser dans l’étude de la Kabbale.
Il possède une connaissance phénoménale de la Torah et du Talmud mais ne sert jamais comme Rav. Il exerce des emplois simples : ouvrier dans le bâtiment et dans les travaux publics, cordonnier ou employé de bureau. Lorsque son père décède, Baruch Ashlag lui succède et poursuit son travail. Il publie Le livre du Zohar accompagné des commentaires de son père, les commentaires « de l'échelle » (HaSoulam) et de nombreux autres livres.
Baruch Ashlag suit la voie que son père avait tracée. Il rédige cinq livres composés d'articles appelés « Chlavé HaSoulam » (« Les marches de l'échelle ») dans lesquels il parvient à décrire tous les états intérieurs que l'homme traverse lors de son chemin spirituel. 
Il laisse des lettres manuscrites relatant les homélies de son père, qu'il intitule Shamati (J’ai entendu). Ce livre est la base de tous les états existants dans les mondes spirituels, leur incessante relecture influe sur l'âme de l'homme qui aspire à les saisir.
Après le décès de Baruch Ashlag, un mouvement est fondé, portant son nom « Bnei Baruch » (lit : les Fils de Baruch) dont le but est de continuer l'étude de la Kabbale selon les préceptes du rabbin Baruch Ashlag.

## Biographie

### Les premières années
Baruch Shalom Halevi Ashlag est né le sept Shevat 1907, il est le fils aîné de Yéhouda Ashlag (Baal Hasoulam). Après son arrivée en Israël, le Baal Hasoulam l’envoie à l’âge de quinze ans étudier à la Yeshiva « Torah Emet ». 
Vu que le Baal Hasoulam n’acceptait que les étudiants mariés, Baruch profite de l’occasion de servir du thé aux étudiants pour écouter les explications que le Baal Hasoulam donne à ses étudiants. 
À l’âge de dix-sept ans, Baruch reçoit le titre de rabbin remis par deux grands cabalistes de sa génération- le Rav Joseph Haïm Zonenfeld et le Rav Abraham Isaac Hacohen Kook. Plus tard, il étudie avec le rabbin Marahov et avec le rabbin Elimelech Hacohen Rubinstein. 
À dix huit-ans, il épouse la fille du Rabbin Izezkel Elimelech Linder et commence à étudier avec son père. 
Baruch Ashlag est donc un des étudiants du groupe du Baal Hasoulam et à travers les lettres de ce dernier nous pouvons voir comment il traite Baruch Ashlag comme un étudiant et non comme son propre fils. Le Rav Baruch plus tard raconte combien cela lui fut difficile de faire preuve d'humilité, de s’effacer devant son propre père et de ne pas le considérer comme tel mais comme la personne la plus sage au monde.
Baruch Ashlag réussit cependant à surmonter cela et devient un cabaliste. Les notes qu’il prend pendant les leçons de son père, qu’il appelle Shamati (j’ai entendu) ont été conservées.

### Le professeur
En 1942, il commence à enseigner selon la volonté du Baal Hasoulam, il continue également à étudier et à travailler pour pourvoir à sa famille.
Après le décès de son père, ses étudiants poussent le Baruch Ashlag à prendre en charge le groupe et de continuer à enseigner. Il déménage à Bnei Brak, et c’est dans son propre appartement, situé rue Mints qu’il enseigne. Plus tard, les étudiants construisent un bâtiment à cette fin dans la rue Hazon Ish.
Tout comme cela se faisait à l’époque du Baal Hasoulam, Baruch Ashlag continue à donner des cours chaque nuit à ses étudiants. Chaque matin, ils étudient des articles écrits par Baruch Ashlag sur le travail intérieur. Ensuite, ils étudient deux parties du Talmud Esser Sefirot (Talmud des Dix Sefirot). Les cours commencent à 3h30 du matin jusqu’à 6h, après quoi suit la prière et tout le monde partait travailler.
Les cours du soir commencent à 17 h avec le livre Etz Haïm (l’Arbre de Vie) du ARI suivi par une partie du Talmud Esser Sefirot (Talmud des Dix Sefirot) et se terminait à 20h avec un chapitre hebdomadaire du Zohar.
Baruch Ashlag forme des groupes d’étudiants qui se retrouvent chaque semaine et discutent des méthodes relatives au travail spirituel. Il écrit des articles chaque semaine pour ces groupes. 
Lors du Nouvel An juif de Rosh Hachana en 1991, Baruch Ashlag est saisi d’un malaise, hospitalisé, il décède quelques jours après au petit matin.